# Подгај (Рогатица)
Подгај је насељено мјесто у општини Рогатица, Република Српска, БиХ. Према попису становништва из 1991. у насељу је живјело 73 становника.

## Становништво
| Националност       | 1991. | 1981. | 1971. | 1961. |
| Срби               | 73    | 100   | 103   | 107   |
| остали и непознато |       |       |       |       |
| Укупно             | 73    | 100   | 103   | 107   |

| Демографија | Демографија | Демографија |
| Година      | Становника  | Становника  |
| ----------- | ----------- | ----------- |
| 1961.       | 107         |             |
| 1971.       | 103         |             |
| 1981.       | 100         |             |
| 1991.       | 73          |             |